# Don Johnson
Don Johnson, egentligen Donald Wayne Johnson, född 15 december 1949 i Flat Creek i Barry County, Missouri, är en amerikansk skådespelare som är mest känd för att ha spelat Sonny Crockett i TV-serien Miami Vice. 
Han hade även huvudrollen i en annan kriminal/actionserie, Nash Bridges (1996-2001), och spelade Marlboro i actionfilmen Harley Davidson and the Marlboro Man (1991), där Harley Davidson spelades av Mickey Rourke. Johnson skrev en två timmar lång film ihop med grannen Hunter S. Thompson. Filmen spelades dock aldrig in men CBS köpte storyn som blev till Nash Bridges. 
Johnson har en son med Patti D'Arbanville. Johnson var gift med Melanie Griffith 1976–1978 och 1989–1995 och tillsammans har de dottern Dakota Johnson. Johnson är sedan den 29 april 1999 gift med Kelley Phleger som han har tre barn med.
Don Johnson har också haft en kort karriär som sångare resulterande i två album, Heartbeat (1986) och Let It Roll (1989) varav titelspåret från den förstnämnda blev den största listframgången.

## Filmografi i urval
- 1973 – Kung Fu (TV-serie)
- 1976 – San Francisco (TV-serie)
- 1984–1990 – Miami Vice (TV-serie)
- 1989 – Dead Bang
- 1990 – The Hot Spot
- 1991 – Harley Davidson and the Marlboro Man
- 1993 – Born Yesterday
- 1996 – Tin Cup
- 1996–2001 – Nash Bridges (TV-serie)
- 2008 – Långa flacka bollar II
- 2010 – Machete
- 2010–2012 – Eastbound & Down (TV-serie)
- 2011 – A Good Old Fashioned Orgy
- 2011 – Bucky Larson: Born to Be a Star
- 2012 – Django Unchained
- 2014 – The Other Woman
- 2014 – From Dusk till Dawn: The Series (TV-serie)
- 2018 - Book Club
- 2019 – Knives out
- 2023 – Book Club: The Next Chapter

## Diskografi
- 1986 – Heartbeat
- 1989 – Let It Roll
- 1997 – The Essential